# Тор Педерсен
Тор Педерсен (дан. Thor Pedersen; нар. 14 червня 1945, Гентофте) — данський політик, 13-й голова Фолькетінгу. Також раніше міністр фінансів (2001–2007), міністр економічних відносин (1992–1993), міністр внутрішніх справ (1987–1993), міністр житлової політики (1986–1987).

## Біографія
Народився 14 червня 1945 року у муніципалітеті Гентофте, в області Говедстаден Данії.
Навчався у старшій школі Фредеріксберга.
Служив у Данській королівській лейб-гвардії.
Має ступінь кандидата суспільних наук (Університет Копенгагена, 1978).
Обирався до Фолькетингу з 1985 року. Був його головою з 28 листопада 2007 року по 16 вересня 2011 року.